# Lakahahmen Indian Reserve 11
Lakahahmen Indian Reserve 11 är ett reservat i Kanada.   Det ligger i provinsen British Columbia, i den södra delen av landet, 3 500 km väster om huvudstaden Ottawa.
I omgivningarna runt Lakahahmen Indian Reserve 11 växer i huvudsak barrskog. Runt Lakahahmen Indian Reserve 11 är det ganska tätbefolkat, med 166 invånare per kvadratkilometer.